# Глуховская школа пения и инструментальной музыки
Глуховская школа пения и инструментальной музыки — первое на Украине музыкальное учебное заведение, готовившее певчих (партесного пения) и музыкантов (гусляров, бандуристов, скрипачей) для Придворной певческой капеллы в Санкт-Петербурге. 

## История
Распоряжением Коллегии иностранных дел от 24 августа 1730 года Генеральной войсковой канцелярией было указано открыть в Глухове "Школу пения и инструментальной музыки" с учителями хорового дела и игры на музыкальных инструментах. Согласно указу императрицы Анны Ивановны от 14 сентября 1738 года, в школе предусматривалось штатное расписание на 20 человек: 17 учеников, один регент, 2 преподавателя-инструменталиста. Основой учебного процесса стали традиции киевского партесного церковного пения. Во второй половине XVIII века школа координировалась президентом Малороссийской коллегии П.Румянцевым (см. П.Румянцев-Задунайский), который ввёл в научный процесс танец. Период наибольшей активности школы приходится на 1740-1750-е годы. Здесь преподавали опытные мастера музыкального дела: регент Ф.Яворовский (1736-41), Н.Шолупини, А.Брежинский, Ф.Негай (кон. 1750-х гг.), К.Каченовский (1754), С.Андриевский (1758) и др. Учениками были: В.Григорьев (пел в капелле до 1741), И.Федоров (причислен к хору 1746) и др. Традиции школы развили композиторы Дмитрий Бортнянский и М. Березовский, а также Марк Полторацкий, г. Головня и др. Известные художники, выходцы из г. ш. с. и И. М.-К.Головачевский, И. Саблучок, А. Лосенко. Эта школа была своеобразным культурным центром украинского и русского музыкального искусства второй четверти XVIII века, где формировались будущие специалисты не только для творческих коллективов Санкт-Петербурга и Москвы, а также для других городов Украины и России.